# Gare de Tamanduateí
La gare de Tamanduateí (en portugais Estação Tamanduateí) est une gare ferroviaire de la ligne 10 (Turquoise) de la Companhia Paulista de Trens Metropolitanos (CTPM). Elle est accessible par l'avenue Presidente Wilson et par la rue Guamiranga dans le quartier Ipiranga à São Paulo, au Brésil.
La première gare de Tamanduateí, connue à l'origine sous le nom de Parada Vemag/Studebaker (Halte Vemag/Studebaker), était une gare ferroviaire de l'Estrada de Ferro Santos-Jundiaí et de la RFFSA, mise en service en 1947 et désactivée le 21 septembre 2010, étant remplacée par la gare de la ligne 10-Turquoise de la Companhia Paulista de Trens Metropolitanos (CPTM) et de la station de la ligne 2 - Verte du métro de São Paulo, avec laquelle elle est en correspondance « intégrée » et partage les mêmes accès.

## Situation ferroviaire

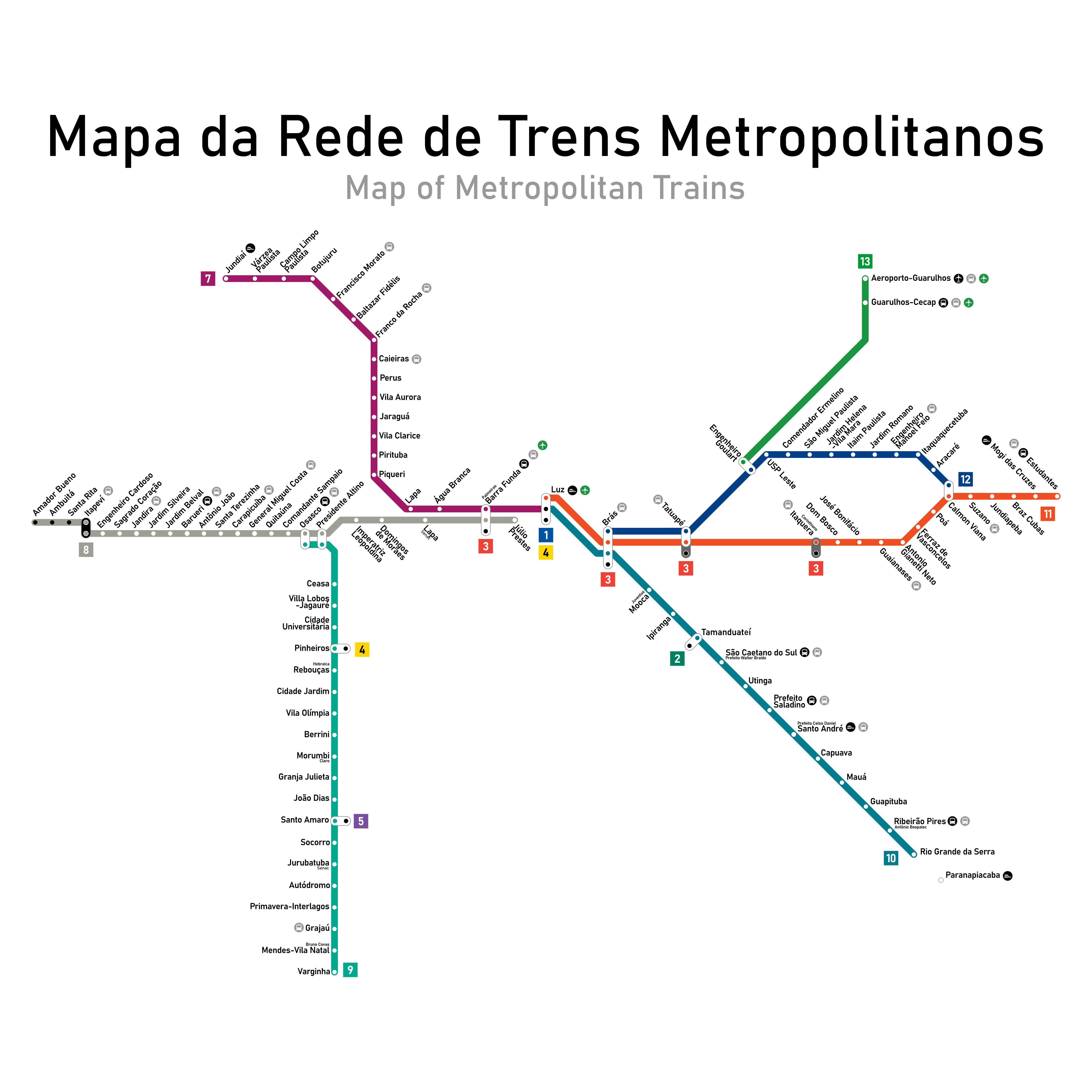
Plan des lignes de la CPTM (2020).

Établie à 730 mètres d'altitude, la gare de Tamanduateí est située sur la ligne 10 (Turquoise) de la Companhia Paulista de Trens Metropolitanos (CTPM), entre la gare d'Ipiranga, en direction de la gare terminus de Brás, et la gare de São Caetano do Sul–Prefeito Walter Braido, en direction de la gare terminus de Rio Grande da Serra. 
Établie au niveau du sol, la gare ferroviaire est surplombée par la station aérienne de la ligne 2 du Métro de São Paulo. La ligne du métro et la ligne ferroviaire se croisent perpendiculairement.

## Histoire

### Première gare

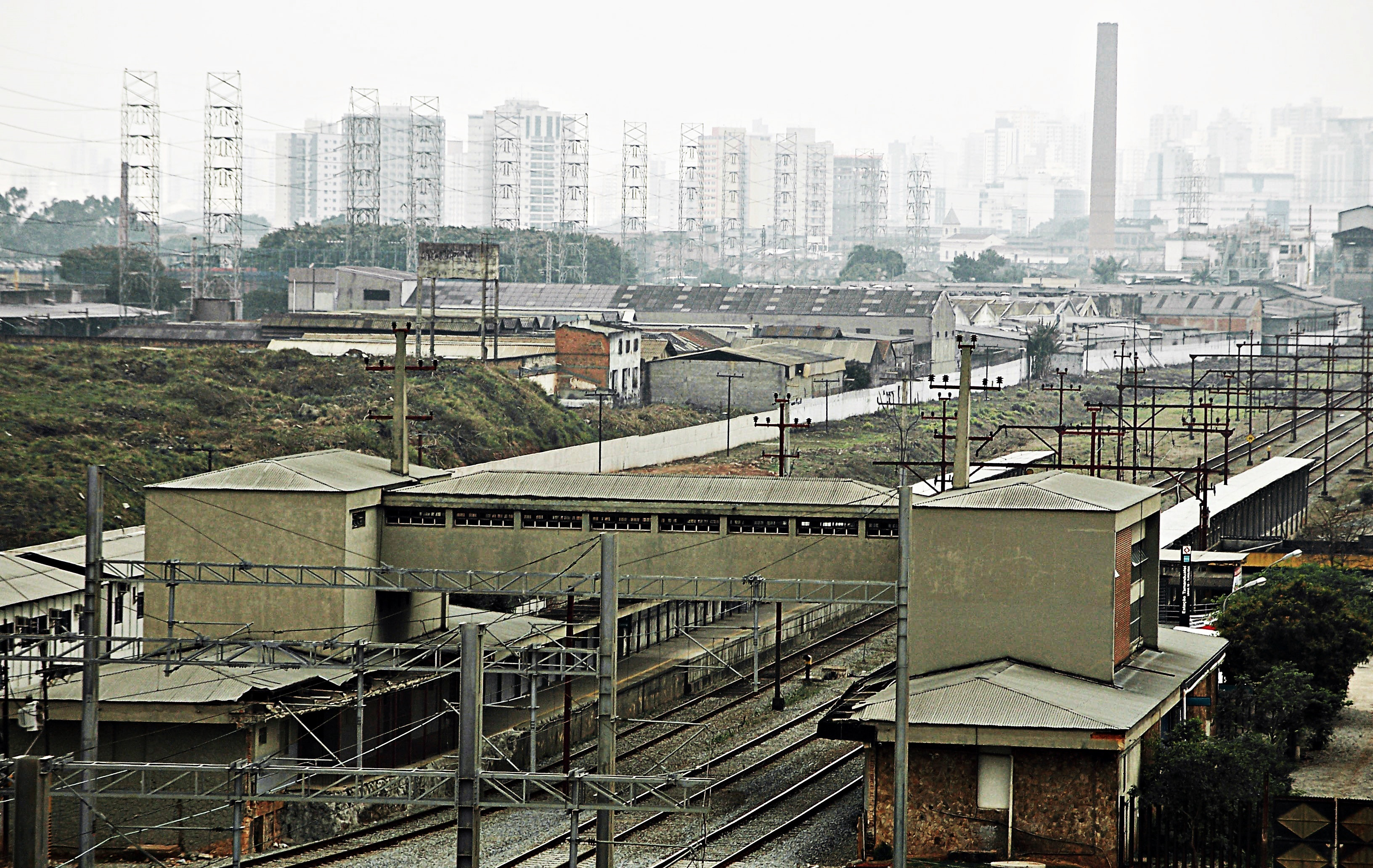
La gare lors de sa fermeture en 2010

En 1945, l'entreprise d'importation et distribution d'automobile Automóveis Studebaker Ltda s'installe au km 70 de la ligne de Santos à Jundiaí. La croissance de sa production nécessite l'embauche d'ouvriers de plus en plus nombreux. La gare la plus proche Ipiranga étant trop éloignée, l'Estrada de Ferro Santos-Jundiaí (pt) ouvre, le 25 octobre 1947, un arrêt, dénommé Parada Studebaker, utilisé uniquement par les ouvriers lors des entrées et des sorties de l'usine. Il dispose des deux voies de la ligne et de deux quais latéraux.
Dans les années 1950, l'entreprise change de nom pour devenir Veículos e Máquinas Agrícolas S.A (Vemag) et se développe pour devenir un constructeur automobile sous licence allemande. Cette croissance attire de nombreuses petites entreprises qui fournissent des pièces, des lubrifiants et des carburants. Ce développement augmente la fréquentation de l'arrêt qui est renommé Parada Vemag et accède au statut de gare en 1964.
La gare est fermée le 21 septembre 2010,

### Seconde gare
La gare d'origine est remplacée par la gare actuelle, qui se trouve à une centaine de mètres. Avec la construction de la nouvelle gare et de la nouvelle station de métro, l'ancien bâtiment a été démoli.
Cette nouvelle gare est créée pour desservir ligne 10 de la CPTM et permettre l'intégration de la station aérienne desservie par la ligne 2 (Verte) du métro de São Paulo.

## Service des voyageurs

### Accueil
La gare dispose de deux accès, communs avec la station du métro, rue Guamiranga, et avenue Presidente Wilson.

### Desserte
Service 710 : circulations sur la relation Jundiaí - Rio Grande da Serra, via Brás (ce qui correspond à une unification des lignes 7 et 10). Cette desserte a lieu tous les jours, y compris les week-ends et les jours fériés, de 4 h à minuit. Cette relation dessert 31 gares, approximativement en 2 h 8 min. Aux heures de pointes du matin et de la fin de l'après-midi  l'écart entre les trains est, à la station, de 12 minutes.
Aux heures de pointe du matin et de la fin de l'après midi le service est complété avec une boucle intérieure, entre Francisco Morato et Mauá où l'intervalle entre les trains passe de 12 à 6 minutes en intercalant des trains desservant uniquement la boucle intérIeure avec les trains de la boucle extérieure.

Ligne service 710
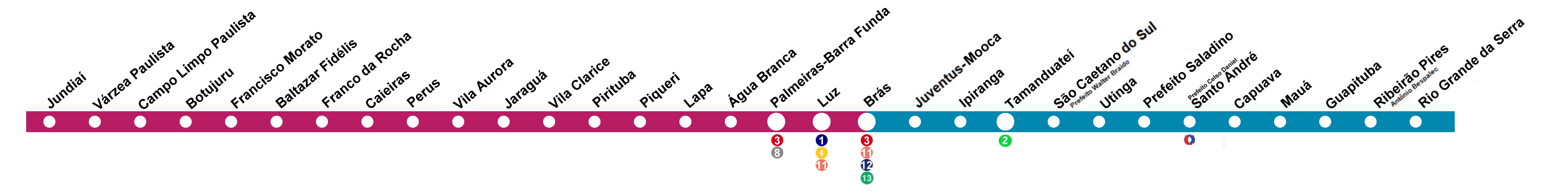

### Intermodalité
La gare est en correspondance intégrée avec la station Tamanduatei de la ligne 2 du métro de São Paulo. Elle est également en correspondance intégrée avec une station de bus des transports en commun routiers.

## Projets
Il était prévu qu'elle dispose également de la ligne 18-Bronze, annulée en 2019,.